# Гладков, Георгий Алексеевич
Гео́ргий Алексе́евич Гладко́в (13 ноября 1925 года — 21 января 2005 года) — советский учёный, теплофизик, профессор, доктор технических наук, Герой Социалистического Труда (1985), лауреат Государственной и Ленинской премий, Заслуженный деятель науки Российской Федерации.

## Биография
Родился 13 ноября 1925 года в Москве. В 1941 году окончил 8 классов средней школы.
С 1941 года работал слесарем на одном из московских заводов. В 1943 году был призван в РККА, в том же году направлен на фронт. Воевал радистом отдельного лыжного батальона 199-й Смоленской стрелковой дивизии на Западном фронте. Тяжело заболел, в 1944 году по состоянию здоровья был демобилизован и уволен в запас.
Вернулся в Москву, сдал экстерном экзамены за курс средней школы, поступил в Московский энергетический институт, окончил его с отличием в 1950 году. В 1956 году защитил кандидатскую диссертацию.
По распределению направлен в Лабораторию № 2 АН СССР (с 1960 года — Институт атомной энергии имени И. В. Курчатова) на должность старшего лаборанта. Работал в области создания атомных вооружений и атомных реакторов. Затем в том же институте работал на должности начальника отдела транспортных ядерных энергетических установок.
Георгий Гладков почти сразу хорошо проявил себя в области ядерной энергетики и в разработке транспортных ядерных энергетических установок. В 1950-е годы достиг значительных результатов в разработке первой советской атомной подводной лодки «Ленинский комсомол» и атомного ледокола «Ленин».
Под непосредственным руководством Г. А. Гладкова велись работы по созданию атомных энергетических установок советских атомных подводных лодок последующих поколений. При его активном участии разработаны и внедрены современные методы расчета ядерных реакторов, позволяющие с высокой точностью определить эксплуатационные характеристики активных зон реактора. Многократно участвовал в ходовых испытаниях энергетических установок на атомных подводных лодках.
С 1972 года — профессор, с 1976 года — доктор технических наук.
Указом Президиума Верховного Совета СССР в 1985 году за большой вклад в успешное выполнение специальных заданий в области развития Военно-морского флота Георгию Алексеевичу Гладкову было присвоено звание Героя Социалистического Труда.
Много работал над развитием нового поколения отечественных учёных, был членом Государственной экзаменационной комиссии Московского инженерно-физического института, диссертационных советов по присуждению ученых степеней в ряде учебных и научно-исследовательских институтов.
Жил в Москве. Умер 21 января 2005 года.

## Награды и почётные звания
- Медаль «Серп и Молот»
- Государственная премия СССР (1969 год)
- Ленинская премия (1959 год)
- 2 Ордена Ленина (1975 год, 1985 год)
- Орден «Знак Почёта» (1954 год)
- Заслуженный деятель науки Российской Федерации (1997 год)[1]
- другие награды